# ضدویروس (فیلم)
ضدویروس (انگلیسی: Antiviral) فیلمی کانادایی در سبک ترسناک به کارگردانی برندون کراننبرگ است که در سال ۲۰۱۲ منتشر شد. این فیلم نخستین‌بار در جشنواره فیلم کن ۲۰۱۲ در بخش جایزه برای کارهای نو و نگاهی نو نمایش داده شد. کراننبرگ فیلم را دوباره اصلاح کرد و حدود شش دقیقه از آن را حذف کرد. نسخهٔ اصلاح شده اولین‌بار در جشنواره بین‌المللی فیلم تورنتو سال ۲۰۱۲ پخش شد و همراه فیلم توکای سیاه به کارگردانی جیسون باکستون برندهٔ جایزهٔ بهترین فیلم بلند نخست کانادایی این جشنواره شد.

## بازیگران
- کلب لندری جونز - سید مارچ
- سارا گدون - هنا گایست
- مالکوم مک‌داول - دکتر ابندراث
- داگلاس اسمیت - ادوارد پوریس
- نیکلاس کمپبل - دوریان
- وندی کروسون - میرا تسر
- لارا جین کوراستکی - میشل